# Leptysma tainan
Leptysma tainan är en insektsart som beskrevs av Rehn, J.A.G. och Morgan Hebard 1938. Leptysma tainan ingår i släktet Leptysma och familjen gräshoppor. Inga underarter finns listade i Catalogue of Life.